# Liste der Lieder von Kacey Musgraves
Dies ist eine Liste der aufgenommenen und veröffentlichten Lieder der US-amerikanischen Sängerin Kacey Musgraves. Die Reihenfolge der Titel ist alphabetisch sortiert. Sie gibt Auskunft über die Urheber, auf welchem Tonträger die Komposition erstmals zu finden ist und das Jahr der Veröffentlichung. 

## Eigenkompositionen

### A
| Titel                              | Autoren                                      | Album            | Jahr |
| ---------------------------------- | -------------------------------------------- | ---------------- | ---- |
| Angel                              | Kacey Musgraves, Daniel Tashian, Ian Fitchuk | Star-Crossed     | 2021 |
| Anime Eyes                         | Kacey Musgraves, Daniel Tashian, Ian Fitchuk | Deeper Well      | 2024 |
| Are You Sure (feat. Willie Nelson) | Willie Nelson, Buddy Emmons                  | Pageant Material | 2015 |

### B
| Titel           | Autoren                                              | Album                       | Jahr |
| --------------- | ---------------------------------------------------- | --------------------------- | ---- |
| Back on the Map | Kacey Musgraves, Luke Laird                          | Same Trailer Different Park | 2013 |
| Biscuits        | Kacey Musgraves, Shane McAnally, Brandy Clark        | Pageant Material            | 2015 |
| Blowin' Smoke   | Kacey Musgraves, Shane McAnally, Luke Laird          | Same Trailer Different Park | 2013 |
| Breadwinner     | Kacey Musgraves, Ian Fitchuk, Ilsey Juber, BJ Burton | Star-Crossed                | 2021 |
| Butterflies     | Kacey Musgraves, Luke Laird, Natalie Hemby           | Golden Hour                 | 2018 |

### C
| Titel          | Autoren                                       | Album            | Jahr |
| -------------- | --------------------------------------------- | ---------------- | ---- |
| Camera Roll    | Kacey Musgraves, Daniel Tashian, Ian Fitchuk  | Star-Crossed     | 2021 |
| Cardinal       | Kacey Musgraves, Daniel Tashian, Ian Fitchuk  | Deeper Well      | 2024 |
| Cherry Blossom | Kacey Musgraves, Daniel Tashian, Ian Fitchuk  | Star-Crossed     | 2021 |
| Cup of Tea     | Kacey Musgraves, Shane McAnally, Josh Osborne | Pageant Material | 2015 |

### D
| Titel               | Autoren                                       | Album                       | Jahr |
| ------------------- | --------------------------------------------- | --------------------------- | ---- |
| Dandelion           | Kacey Musgraves, Shane McAnally, Brandy Clark | Same Trailer Different Park | 2013 |
| Deeper Well         | Kacey Musgraves, Daniel Tashian, Ian Fitchuk  | Deeper Well                 | 2024 |
| Die Fun             | Kacey Musgraves, Luke Laird, Shane McAnally   | Pageant Material            | 2015 |
| Dime Store Cowgirl  | Kacey Musgraves, Luke Laird, Shane McAnally   | Pageant Material            | 2015 |
| Dinner with Friends | Kacey Musgraves, Daniel Tashian, Ian Fitchuk  | Deeper Well                 | 2024 |

### E
| Titel       | Autoren                                      | Album        | Jahr |
| ----------- | -------------------------------------------- | ------------ | ---- |
| Easier Said | Kacey Musgraves, Daniel Tashian, Ian Fitchuk | Star-Crossed | 2021 |

### F
| Titel             | Autoren                                         | Album                       | Jahr |
| ----------------- | ----------------------------------------------- | --------------------------- | ---- |
| Family Is Family  | Kacey Musgraves, Shane McAnally, Josh Osborne   | Pageant Material            | 2015 |
| Fine              | Kacey Musgraves, Ashley Arrison, Shane McAnally | Pageant Material            | 2015 |
| Follow Your Arrow | Kacey Musgraves, Shane McAnally, Brandy Clark   | Same Trailer Different Park | 2013 |

### G
| Titel              | Autoren                                      | Album            | Jahr |
| ------------------ | -------------------------------------------- | ---------------- | ---- |
| Giver / Taker      | Kacey Musgraves, Daniel Tashian, Ian Fitchuk | Deeper Well      | 2024 |
| Golden Hour        | Kacey Musgraves, Daniel Tashian, Ian Fitchuk | Golden Hour      | 2018 |
| Good Ol' Boys Club | Kacey Musgraves, Luke Laird, Natalie Hemby   | Pageant Material | 2015 |
| Good Wife          | Kacey Musgraves, Daniel Tashian, Ian Fitchuk | Star-Crossed     | 2021 |

### H
| Titel              | Autoren                                       | Album            | Jahr |
| ------------------ | --------------------------------------------- | ---------------- | ---- |
| Happy & Sad        | Kacey Musgraves, Daniel Tashian, Ian Fitchuk  | Golden Hour      | 2018 |
| Heart of the Woods | Kacey Musgraves, Daniel Tashian, Ian Fitchuk  | Deeper Well      | 2024 |
| Heaven Is          | Kacey Musgraves, Daniel Tashian, Ian Fitchuk  | Deeper Well      | 2024 |
| High Horse         | Kacey Musgraves, Tommy Schleiter, Trent Dabbs | Golden Hour      | 2018 |
| High Time          | Kacey Musgraves, Luke Laird, Shane McAnally   | Pageant Material | 2015 |
| Hookup Scene       | Kacey Musgraves, Daniel Tashian, Ian Fitchuk  | Star-Crossed     | 2021 |

### I
| Titel                                  | Autoren                                       | Album                       | Jahr |
| -------------------------------------- | --------------------------------------------- | --------------------------- | ---- |
| If This Was a Movie...                 | Kacey Musgraves, Daniel Tashian, Ian Fitchuk  | Star-Crossed                | 2021 |
| I Miss You                             | Kacey Musgraves, Shane McAnally, Josh Osborne | Same Trailer Different Park | 2013 |
| I Remember Everything (mit Zach Bryan) | Kacey Musgraves, Zach Bryan                   | Zach Bryan                  | 2023 |
| It Is What It Is                       | Kacey Musgraves, Brandy Clark, Luke Laird     | Same Trailer Different Park | 2013 |

### J
| Titel      | Autoren                                              | Album        | Jahr |
| ---------- | ---------------------------------------------------- | ------------ | ---- |
| Jade Green | Kacey Musgraves, Daniel Tashian, Ian Fitchuk         | Deeper Well  | 2024 |
| Justified  | Kacey Musgraves, Ian Fitchuk, Ilsey Juber, BJ Burton | Star-Crossed | 2021 |

### K
| Titel               | Autoren                                      | Album                       | Jahr |
| ------------------- | -------------------------------------------- | --------------------------- | ---- |
| Keep It to Yourself | Kacey Musgraves, Shane McAnally, Luke Laird  | Same Trailer Different Park | 2013 |
| Keep Lookin' Up     | Kacey Musgraves, Daniel Tashian, Ian Fitchuk | Star-Crossed                | 2021 |

### L
| Titel                | Autoren                                      | Album            | Jahr |
| -------------------- | -------------------------------------------- | ---------------- | ---- |
| Late to the Party    | Kacey Musgraves, Brandy Clark, Josh Osborne  | Pageant Material | 2015 |
| Lonely Millionaire   | Kacey Musgraves, Daniel Tashian, Ian Fitchuk | Deeper Well      | 2024 |
| Lonely Weekend       | Kacey Musgraves, Daniel Tashian, Ian Fitchuk | Golden Hour      | 2018 |
| Love Is a Wild Thing | Kacey Musgraves, Daniel Tashian, Ian Fitchuk | Golden Hour      | 2018 |

### M
| Titel           | Autoren                                       | Album                       | Jahr |
| --------------- | --------------------------------------------- | --------------------------- | ---- |
| Merry Go 'Round | Kacey Musgraves, Shane McAnally, Josh Osborne | Same Trailer Different Park | 2012 |
| Miserable       | Kacey Musgraves, Josh Osborne, Brandy Clark   | Pageant Material            | 2015 |
| Mother          | Kacey Musgraves, Daniel Tashian, Ian Fitchuk  | Golden Hour                 | 2018 |
| Moving Out      | Kacey Musgraves, Daniel Tashian, Ian Fitchuk  | Deeper Well                 | 2024 |
| My House        | Kacey Musgraves, Shane McAnally, Josh Osborne | Same Trailer Different Park | 2013 |

### N
| Titel                   | Autoren                                      | Album       | Jahr |
| ----------------------- | -------------------------------------------- | ----------- | ---- |
| Nothing to Be Scared Of | Kacey Musgraves, Daniel Tashian, Ian Fitchuk | Deeper Well | 2024 |

### O
| Titel            | Autoren                                      | Album       | Jahr |
| ---------------- | -------------------------------------------- | ----------- | ---- |
| Oh, What a World | Kacey Musgraves, Daniel Tashian, Ian Fitchuk | Golden Hour | 2018 |

### P
| Titel            | Autoren                                     | Album            | Jahr |
| ---------------- | ------------------------------------------- | ---------------- | ---- |
| Pageant Material | Kacey Musgraves, Luke Laird, Shane McAnally | Pageant Material | 2015 |

### R
| Titel    | Autoren                                        | Album       | Jahr |
| -------- | ---------------------------------------------- | ----------- | ---- |
| Rainbow  | Kacey Musgraves, Natalie Hemby, Shane McAnally | Golden Hour | 2018 |
| Ruthless | Kacey Musgraves, Daniel Tashian, Ian Fitchuk   | Deeper Well | 2024 |

### S
| Titel                              | Autoren                                                     | Album                       | Jahr |
| ---------------------------------- | ----------------------------------------------------------- | --------------------------- | ---- |
| She Calls Me Back (mit Noah Kahan) | Noah Kahan                                                  | Stick Season (Forever)      | 2023 |
| Silver Lining                      | Kacey Musgraves, Shane McAnally, Josh Osborne               | Same Trailer Different Park | 2013 |
| Simple Times                       | Kacey Musgraves, Daniel Tashian, Ian Fitchuk                | Star-Crossed                | 2021 |
| Slow Burn                          | Kacey Musgraves, Daniel Tashian, Ian Fitchuk                | Golden Hour                 | 2018 |
| Somebody to Love                   | Kacey Musgraves, Shane McAnally, Josh Osborne               | Pageant Material            | 2015 |
| Space Cowboy                       | Kacey Musgraves, Luke Laird, Shane McAnally                 | Golden Hour                 | 2018 |
| Star-Crossed                       | Kacey Musgraves, Daniel Tashian, Ian Fitchuk                | Star-Crossed                | 2021 |
| Step Off                           | Kacey Musgraves, Shane McAnally, Luke Laird                 | Same Trailer Different Park | 2013 |
| Stupid                             | Kacey Musgraves, Shane McAnally, Josh Osborne               | Same Trailer Different Park | 2013 |
| Sway                               | Kacey Musgraves, Daniel Tashian, Ian Fitchuk, Tommy English | Deeper Well                 | 2024 |

### T
| Titel               | Autoren                                                   | Album            | Jahr |
| ------------------- | --------------------------------------------------------- | ---------------- | ---- |
| The Architect       | Kacey Musgraves, Shane McAnally, Josh Osborne             | Deeper Well      | 2024 |
| There Is a Light    | Kacey Musgraves, Daniel Tashian, Ian Fitchuk              | Star-Crossed     | 2021 |
| This Town           | Kacey Musgraves, Luke Laird, Brandy Clark                 | Pageant Material | 2015 |
| Too Good to Be True | Kacey Musgraves, Daniel Tashian, Ian Fitchuk, Anna Nalick | Deeper Well      | 2024 |

### V
| Titel        | Autoren                                   | Album       | Jahr |
| ------------ | ----------------------------------------- | ----------- | ---- |
| Velvet Elvis | Kacey Musgraves, Natalie Hemby, Luke Dick | Golden Hour | 2018 |

### W
| Titel                | Autoren                                                         | Album        | Jahr |
| -------------------- | --------------------------------------------------------------- | ------------ | ---- |
| What Doesn't Kill Me | Kacey Musgraves, Andrew Neely, Dante Jones, Dewain Whitmore Jr. | Star-Crossed | 2021 |
| Wonder Woman         | Kacey Musgraves, Jesse Frasure, Hillary Lindsey, Amy Wadge      | Golden Hour  | 2018 |

### Coverversionen
| Titel             | Autoren       | Album        | Jahr |
| ----------------- | ------------- | ------------ | ---- |
| Gracias a la Vida | Violeta Parra | Star-Crossed | 2021 |